# Autoroute 73 (Québec)
L'autoroute 73 (A-73) est une autoroute interurbaine québécoise desservant le centre sud du Québec, plus précisément les régions de Chaudière-Appalaches et de la Capitale-Nationale. Elle est également connue sous le nom d'Autoroute Robert-Cliche au sud du fleuve Saint-Laurent, sous le nom d'Autoroute Henri-IV du fleuve à l'Autoroute Félix-Leclerc (A-40) et finalement sous l'appellation de l'Autoroute Laurentienne au nord de l'Autoroute Félix-Leclerc. Elle est la seule autoroute qui traverse la ville de Québec dans un axe nord-sud.
Entre Saint-Georges et Lévis, elle est accompagnée tout au long de son trajet par la route 173, de desserte locale qui peut aussi lui servir d'alternative lors de fermeture importante ; alors qu'entre Québec et Stoneham-et-Tewkesbury (section Autoroute Laurentienne), c'est le Boulevard Henri-Bourassa (situé à 3 kilomètres à l'est ; de son début au sud jusqu'à la sortie 158) et le Boulevard Talbot (ancien tracé de la route 175 situé à moins d'un kilomètre à l'ouest ; de la sortie 158 jusqu'à son terminus nord) qui peuvent aussi servir de route alternative lors de fermeture importante.

## Description

### Autoroute Robert-Cliche
L'autoroute Robert-Cliche relie sur 77 kilomètres les principales villes de la Beauce à Lévis et Québec. Son extrémité sud se situe, depuis 2013, à Saint-Georges alors que son extrémité nord est le pont Pierre-Laporte, qui enjambe le fleuve Saint-Laurent. Elle représente les kilomètres 43 à 132 de l'A-73. L'autoroute Robert-Cliche est parallèle à la rivière Chaudière et généralement située sur la rive est de cette dernière. L'A-73 enjambe d'ailleurs la rivière Chaudière à trois reprises en 10 km entre Lévis et le fleuve.
Lors de la construction initiale de l'autoroute, entre les kilomètres 72 et 95, celle-ci était constituée d'une seule voie par direction, sans terre-plein central. Un projet de doublement de ces voies fut commencé en août 2010 pour être complété en octobre 2015.
L'A-73 est parallèle à la route 173 entre Saint-Georges et Scott et à la route 171 entre Scott et le fleuve. Elle croise l'A-20 à proximité de son extrémité nord, aux approches du Pont Pierre-Laporte.
L'Autoroute Robert-Cliche est nommée en l'honneur de Robert Cliche, avocat, homme politique et juge, chef de la branche québécoise du Nouveau Parti démocratique et président de la Commission Cliche.
Outre le pont Pierre-Laporte, sa section la plus achalandée se trouve entre l'A-20 et la rue Beaulieu à Lévis avec un débit journalier moyen annuel (DJMA) de 42 000 véhicules en 2017, alors que la section entre la 74e Rue et la route 204 à Saint-Georges est la moins achalandée avec un DJMA de 7 000 véhicules.

### Autoroute Henri-IV
Au nord du fleuve Saint-Laurent, l'A-73 emprunte la partie sud de l'Autoroute Henri-IV, voie de circulation nommée en l'honneur d'Henri IV, roi de France lors de la fondation de Québec en 1608. La partie nord de cette autoroute d'une longueur totale de 20 kilomètres constitue l'A-573. La portion de l'A-73 située sur l'Autoroute Henri-IV s'échelonne sur environ 8 kilomètres, entre le Pont Pierre-Laporte et l'intersection avec l'Autoroute Félix-Leclerc, soit les kilomètres 132 à 142. Elle traverse en direction nord-sud l'arrondissement Sainte-Foy–Sillery–Cap-Rouge de la ville de Québec et comporte de 2 à 3 voies par direction. Elle est le principal axe routier nord-sud de la région de Québec, permettant de relier les villes de Québec et de Lévis et est la principale route d'accès à la ville de Québec depuis la rive sud du fleuve Saint-Laurent.
L'A-73 croise l'A-540 au kilomètre 134, les autoroutes 40 et 440 au kilomètre 139 et finalement l'A-40 au kilomètre 142. Entre les kilomètres 139 et 142, l'A-73 forme un multiplex avec l'A-40 dans l'axe nord-sud ; celui-ci se poursuit sur l'Autoroute Félix-Leclerc dans l'axe est-ouest.
Sa section la plus achalandée est située sur le pont Pierre-Laporte avec un débit journalier moyen annuel (DJMA) de 127 000 véhicules.

### Autoroute Félix-Leclerc
La 73 forme avec l'A-40 un multiplex sur une distance de 6 kilomètres sur l'Autoroute Félix-Leclerc dans l'axe est-ouest, entre l'Autoroute Henri-IV et l'Autoroute Laurentienne.

### Autoroute Laurentienne
L'A-73 reprend son axe nord-sud au kilomètre 148 alors qu'elle se détache de l'Autoroute Félix-Leclerc et emprunte le corridor de l'Autoroute Laurentienne, désignation partagée avec l'A-973 qui en constitue la partie sud. Elle se termine avant la réserve faunique des Laurentides à Stoneham-et-Tewkesbury, où la route 175 relie Saguenay.
L'Autoroute Laurentienne est nommée d'après la formation rocheuse des Laurentides, dont une partie est située au nord de Québec.
Sa section la plus achalandée est entre le boulevard Louis-XIV (sortie 150) et l'A-40 avec un débit journalier moyen annuel (DJMA) de 94 000 véhicules en 2017.

## Historique

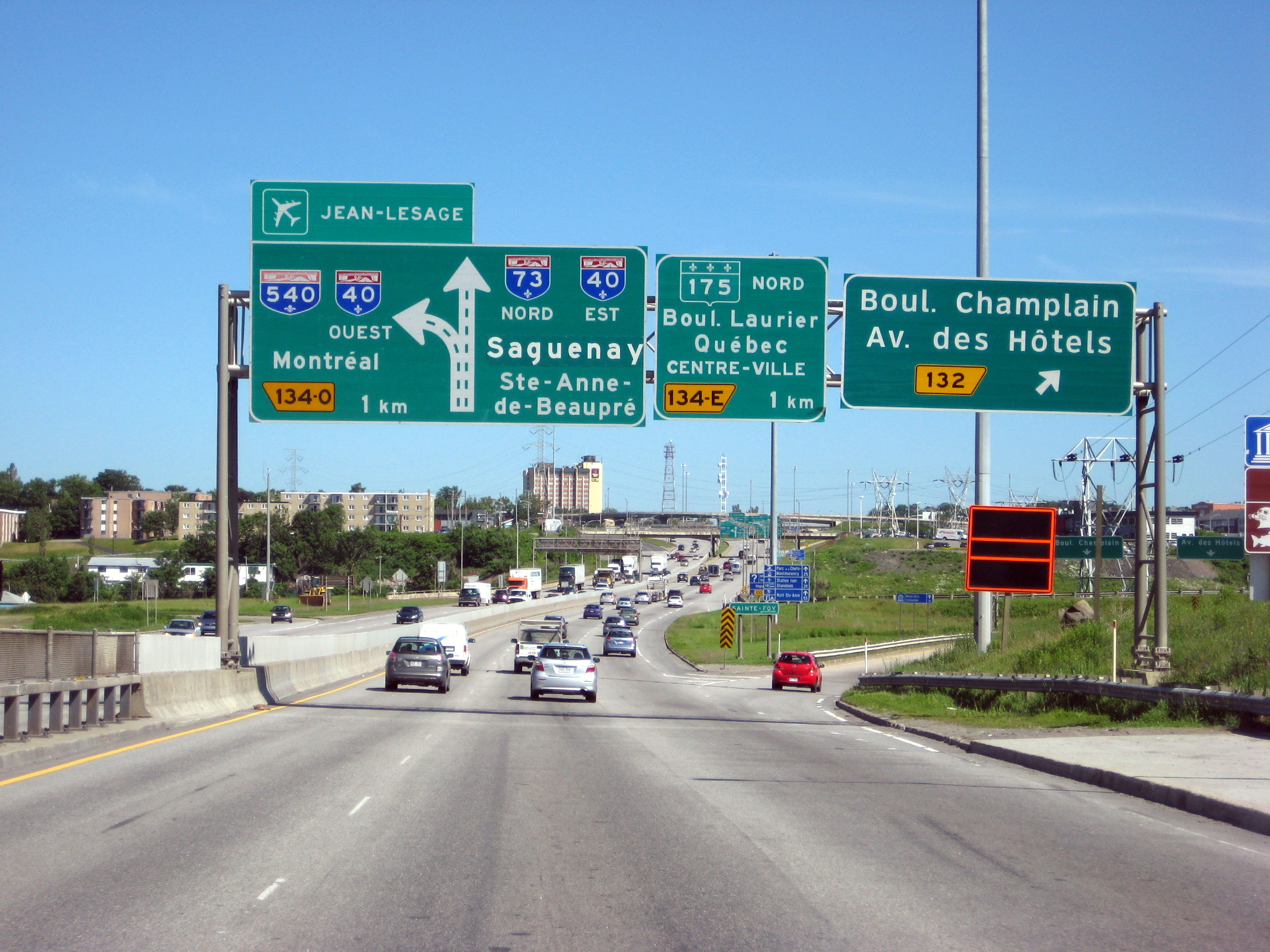
Autoroute 73 nord à la sortie du pont Pierre-Laporte

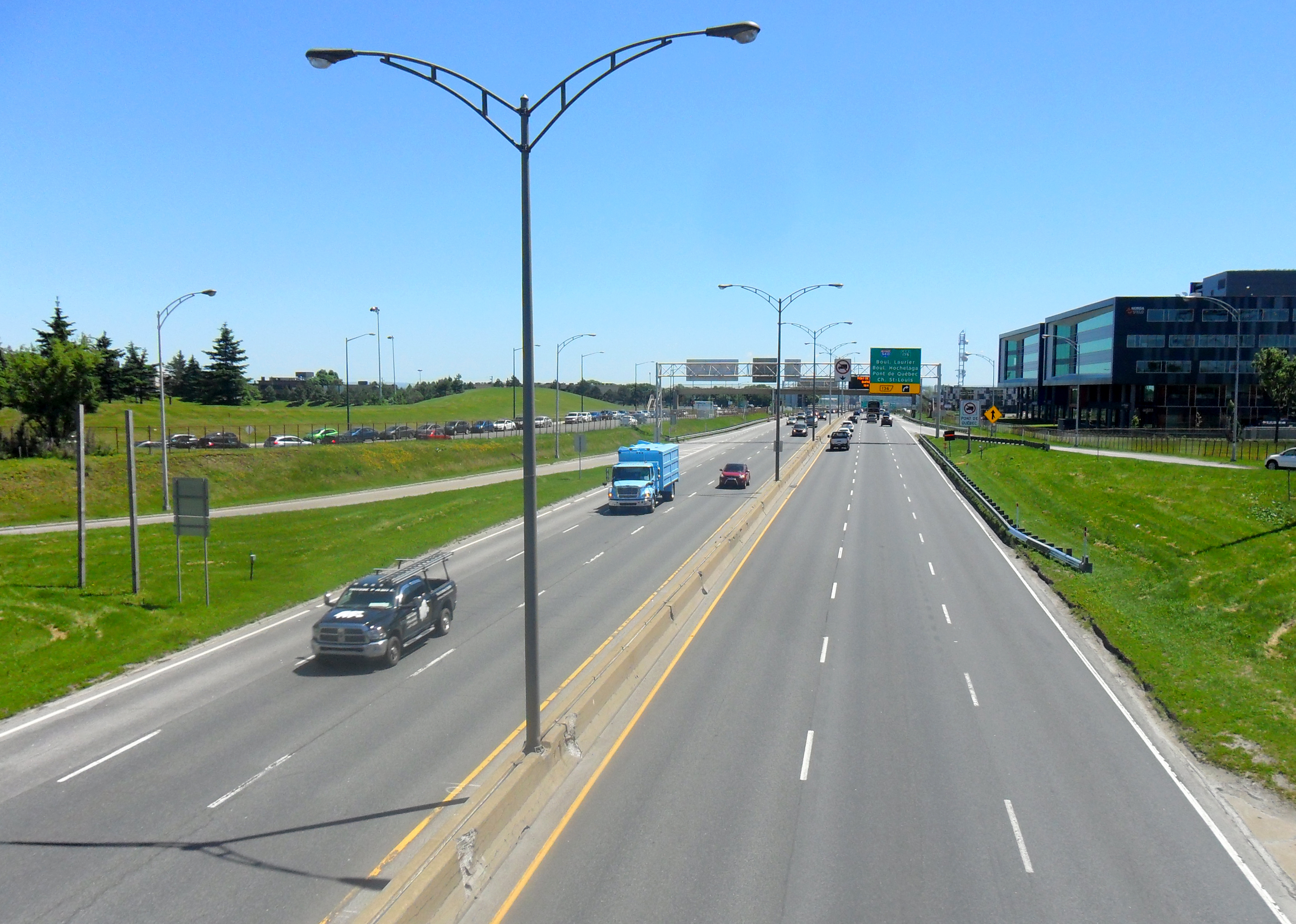
Autoroute 73 vue depuis le viaduc du chemin des Quatre-Bourgeois.

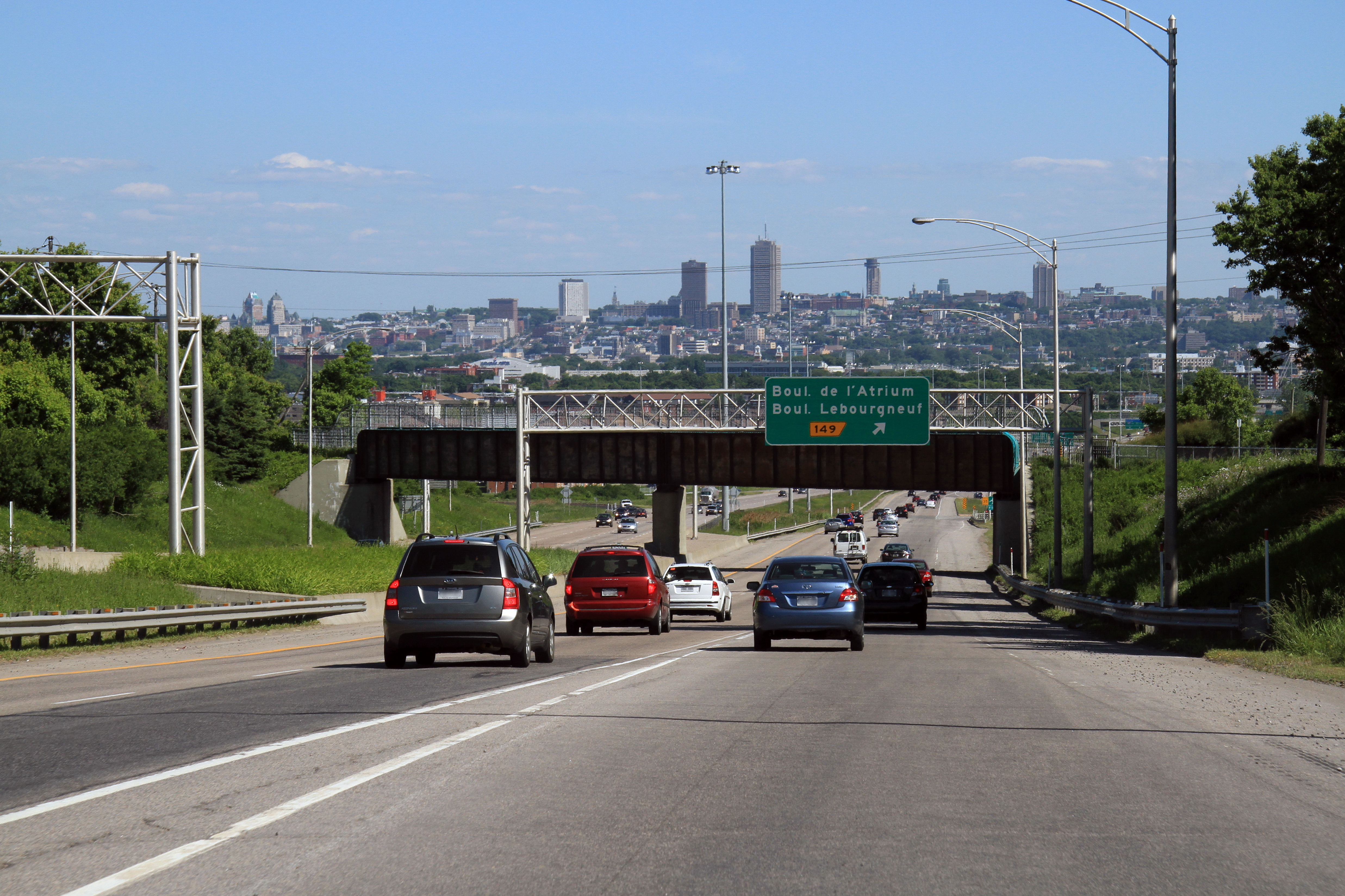
Sortie 149, direction sud

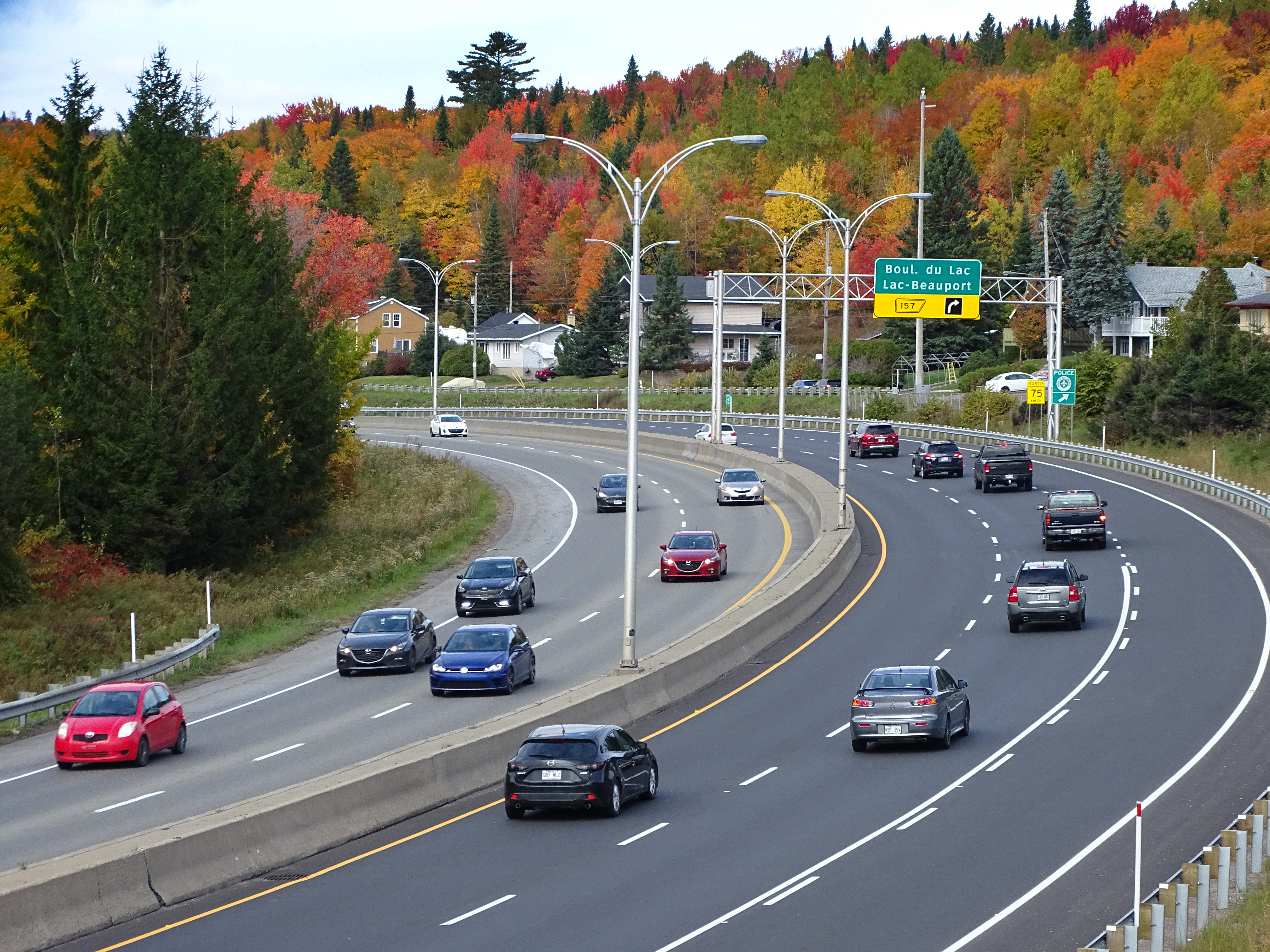
Sortie 157

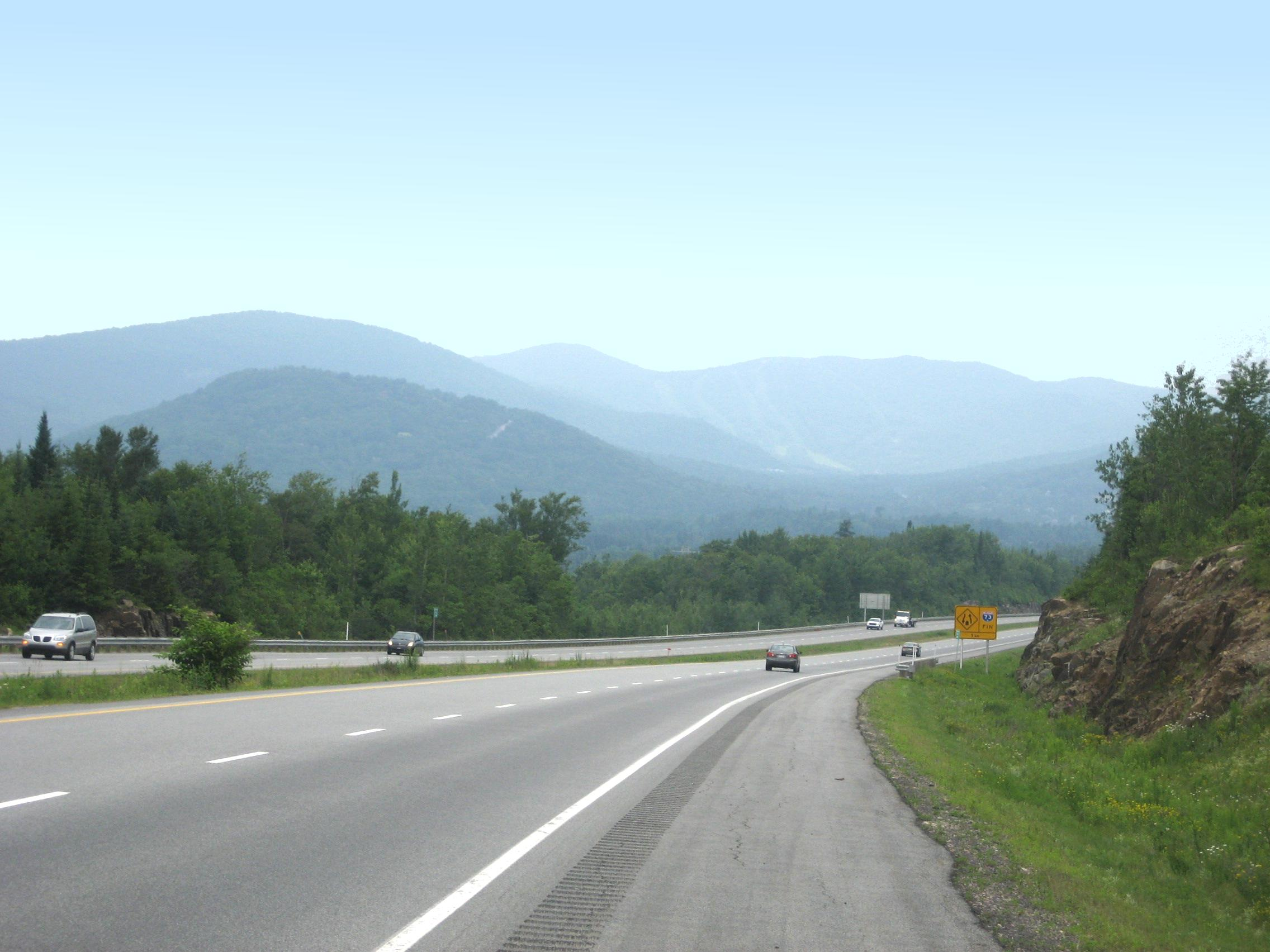
Sortie 167, direction nord (Station touristique Stoneham en arrière plan)

### Planification
Le premier tronçon de l'A-73 est ouvert à la circulation en 1963 (autoroute Laurentienne).
Le prolongement de l'Autoroute Robert-Cliche de Beauceville jusqu’à Saint-Georges sous forme d'autoroute à 2 chaussées séparées a fait l'objet d'une saga juridique et administrative qui s'est étirée sur plusieurs dizaines d'années.
Un décret autorisant sa construction et une autorisation de la Commission de la protection du territoire agricole du Québec est émis au courant de la décennie 1980. Le ministère des Transports du Québec entreprend un processus d'évaluation environnementale en 2002 et présente un nouveau tracé à la hauteur de Beauceville, plus éloigné de la zone urbaine. Le Bureau d'audiences publiques du Québec, dans son rapport rendu public en 2007, recommande toutefois de revoir ce tracé afin d'atténuer l'impact sur les superficies en culture. La Commission de protection du territoire agricole autorise malgré tout ce nouveau tracé en 2007. En 2008, cette décision est infirmée par le Tribunal administratif du Québec qui ordonne à la Commission de réévaluer la demande. La Commission rend une nouvelle décision en avril 2009 qui autorise de nouveau le tracé présenté en 2007. Cette décision est néanmoins portée en appel devant le Tribunal administratif du Québec.
En juin 2009, un certificat d'autorisation est émis par le Ministère de l'Environnement, lui permettant d'entreprendre les travaux de prolongement dans la partie sud du projet ; les travaux sur la section non affectée par les procédures judiciaires entre Notre-Dame-des-Pins et la 74e rue à Saint-Georges débutent ainsi. En novembre 2009, le gouvernement du Québec dépose un décret pour permettre la construction de l'autoroute entre Beauceville et Notre-Dame-des-Pins. En 2010, les citoyens s’adressent à la Cour supérieure et celle-ci invalide le décret de novembre 2009, car le gouvernement du Québec a violé la loi de protection du territoire agricole. En mars 2011, le gouvernement du Québec dépose un projet de loi pour contrer l'effet des jugements qui lui étaient défavorables, mettant ainsi fin aux procédures judiciaires.
En 2008, les gouvernements du Québec et du Canada concluent un entente pour l'ajout de la seconde chaussée de l'autoroute entre Sainte-Marie et Beauceville. Chacune des parties s'engage à verser 75 millions pour la réalisation du projet,. Début 2010, le gouvernement provincial annonce la réalisation du projet. Les travaux de dédoublement commencent à l'été 2010 pour se terminer en 2015.
Le 14 décembre 2020, le ministère des transports annonce que le prolongement de l’A-73 au-delà de son extrémité sud débutera en 2024. Elle sera prolongée sur 7,3 km comme voie de contournement de Saint-Georges à deux voies avec une seule chaussée. Elle se terminera sur la Route 173, près de la 208e rue. Ce tronçon permettra de fluidifier le centre-ville de Saint-Georges. Aucun prolongement supplémentaire n’est prévu pour l’instant.

### Chronologie de la construction
| Autoroute Robert-Cliche / Autoroute Henri-IV |                            |            |                                                                 |
| Kilomètre                                    | Kilomètre                  | Date       | Notes                                                           |
| 43 à 48 (Deux Chaussées)                     | 43 à 48 (Deux Chaussées)   | 2013-11-21 | R-204, Saint-Georges à 74e Rue, Saint-Georges                   |
| 48 à 53 (Deux Chaussées)                     | 48 à 53 (Deux Chaussées)   | 2015-11-11 | 74e Rue, Saint-Georges à Notre-Dame-des-Pins                    |
| 53 à 61 (Deux Chaussées)                     | 53 à 61 (Deux Chaussées)   | 2016-09-30 | Notre-Dame-des-Pins à Route du Golf, Beauceville                |
| 61 à 64 (Deux Chaussées)                     | 61 à 64 (Deux Chaussées)   | 2007-11-15 | Route du golf, Beauceville à R-276, Saint-Joseph-de-Beauce      |
| 64 à 72                                      | Une chaussée               | 2007-11-15 | Route du golf, Beauceville à R-276, Saint-Joseph-de-Beauce      |
| 64 à 72                                      | Seconde chaussée           | 2011-10-31 | Route du golf, Beauceville à R-276, Saint-Joseph-de-Beauce      |
| 72 à 81                                      | Une chaussée               | 1992       | R-276, Saint-Joseph-de-Beauce à R-112, Saints-Anges             |
|                                              | Seconde chaussée           | 2014-10-08 |                                                                 |
| 81 à 91                                      | Une chaussée               | 1989       | R-112, Saints-Anges à Route Carter, Sainte-Marie                |
|                                              | Seconde chaussée           | 2015-10-23 |                                                                 |
| 91 à 95                                      | Une chaussée               | 1983       | Route Carter, Sainte-Marie à Route Cameron, Sainte-Marie        |
|                                              | Seconde chaussée           | 2015-10-23 |                                                                 |
| 95 à 101 (Deux Chaussées)                    | 95 à 101 (Deux Chaussées)  | 1978       | Route Cameron, Sainte-Marie à R-173, Scott                      |
| 101 à 131 (Deux Chaussées)                   | 101 à 131 (Deux Chaussées) | 1977       | R-173, Scott à A-20, Lévis                                      |
| 131 à 132 (Deux Chaussées)                   | 131 à 132 (Deux Chaussées) | 1970       | Pont Pierre-Laporte, A-20, Lévis au boulevard Champlain, Québec |
| 132 à 139 (Deux Chaussées)                   | 132 à 139 (Deux Chaussées) | 1963       | Boulevard Champlain, Québec à A-40/A-440, Québec                |
| 139 à 141 (Deux Chaussées)                   | 139 à 141 (Deux Chaussées) | 1969       | A-40/A-440, Québec à R-138, Québec                              |
| 141 à 142 (Deux Chaussées)                   | 141 à 142 (Deux Chaussées) | 1971       | R-138, Québec à A-40/A-573                                      |

| Autoroute Laurentienne |                  |      | |
| Kilomètre              | Kilomètre        | Date | Notes |
| 148 à 158              | 148 à 158        | 1963 | A-40, Québec à Avenue Notre-Dame, Québec                                                                                |
| 158 à 160              | 158 à 160        | 1994 | Avenue Notre-Dame, Québec au km 160.                                                                                    |
| 160 à 167              | Une chaussée     | 1994 | km 160 à R-371, Stoneham-et-Tewkesbury (fin officielle de l'autoroute 73, référence Ministère des transports du Québec) |
| 160 à 167              | Seconde chaussée | 2005 | km 160 à R-371, Stoneham-et-Tewkesbury (fin officielle de l'autoroute 73, référence Ministère des transports du Québec) |
| 167 à 182              | 167 à 182        | 2013 | R-371 à sortie 182 (route 175)                                                                                          |

## Liste des sorties
| MRC                                       | Municipalité                          | km           | Sortie              | Destinations | Notes |
| ----------------------------------------- | ------------------------------------- | ------------ | ------------------- | --- | --- |
| Beauce-Sartigan                           | Saint-Georges                         | 0,00         | 43                  | R-204 vers R-173 / US 201 – Saint-Prosper, Saint-Georges, Maine (USA)                                                              | Carrefour giratoire |
| Beauce-Sartigan                           | Saint-Georges                         | 5,30         | 48                  | 74e Rue – Saint-Georges | |
| Beauce-Sartigan                           | Notre-Dame-des-Pins                   | 10,00        | 53                  | Notre-Dame-des-Pins, Beauceville, Saint-Simon-les-Mines                                                                            | Beauceville indiqué en direction nord seulement |
| Beauce-Centre                             | Beauceville                           | 17,90        | 61                  | Beauceville, Saint-Odilon-de-Cranbourne, Lac-Etchemin                                                                              | Saint-Odilon-de-Cranbourne et Lac-Etchemin indiqués en direction nord seulement |
| Beauce-Centre                             | Saint-Joseph-de-Beauce                | 28,40        | 72                  | R-276 – Saint-Joseph-de-Beauce, Saint-Odilon-de-Cranbourne, Lac-Etchemin                                                           | Saint-Odilon-de-Cranbourne et Lac-Etchemin indiqués en direction sud seulement |
| La Nouvelle-Beauce                        | Limite Saints-Anges – Vallée-Jonction | 37,30        | 81                  | R-112 (Boulevard Laurier) – Vallée-Jonction, Thetford Mines, Saints-Anges, Frampton                                                | |
| La Nouvelle-Beauce                        | Sainte-Marie                          | 46,80        | 91                  | Route Carter – Sainte-Marie (Centre-ville), Saint-Elzéar, Sainte-Marguerite                                                        | Route Carter indiqué en direction sud, Sainte-Marie (Centre-ville), Saint-Elzéar et Sainte-Marguerite indiqués en direction nord |
| La Nouvelle-Beauce                        | Sainte-Marie                          | 50,90        | 95                  | Route Cameron – Sainte-Hénédine, Sainte-Marie (Centre-ville), Saint-Elzéar, Sainte-Marguerite                                      | Route Cameron et Sainte-Hénédine indiqués en direction nord; Sainte-Marie (Centre-ville), Saint-Elzéar et Sainte-Marguerite indiqués en direction sud |
| La Nouvelle-Beauce                        | Scott                                 | 56,90        | 101                 | R-173 – Scott, Saint-Bernard, Sainte-Hénédine, Saint-Henri, Sainte-Claire                                                          | Saint-Bernard et Saint-Henri indiqués en direction nord; Sainte-Hénédine indiqué en direction sud |
| La Nouvelle-Beauce                        | Saint-Isidore                         | 63,70        | 108                 | Saint-Isidore | |
| La Nouvelle-Beauce                        | Saint-Lambert-de-Lauzon               | 70,90        | 115                 | R-218 – Saint-Lambert-de-Lauzon, Saint-Henri, Saint-Gilles, Saint-Bernard                                                          | Saint-Bernard indiqué en direction sud seulement |
| Lévis                                     | Lévis                                 | 78,30        | 123                 | R-175 (Avenue Saint-Augustin) | |
| Lévis                                     | Lévis                                 | 79,60        | 124                 | Chemin Saint-Grégoire | |
| Lévis                                     | Lévis                                 | 83,70        | 128                 | Rue Beaulieu | |
| Lévis                                     | Lévis                                 | 85,90        | 130                 | Rue du Parc-des-Chutes | |
| Lévis                                     | Lévis                                 | 86,20–87,70  | 131                 | A-20 – Montréal, Pont de Québec, Lévis (Centre-ville), Rivière-du-Loup                                                             | Indiqué sortie 131-E (est) et 131-O (ouest); sortie 312 de l'A-20 |
| Fleuve Saint-Laurent                      | Fleuve Saint-Laurent                  | 88,40–89,80  | Pont Pierre-Laporte | Pont Pierre-Laporte | Pont Pierre-Laporte |
| Québec                                    | Québec                                | 90,20        | 132                 | R-136 (Boulevard Champlain) / Avenue des Hôtels                                                                                    | |
| Québec                                    | Québec                                | 90,60        | 133                 | Chemin Saint-Louis | Sortie direction nord |
| Québec                                    | Québec                                | 90,70–91,90  | 134                 | A-540 nord (Autoroute Duplessis) vers A-40 – Montréal, Aéroport Jean-Lesage R-175 nord (Boulevard Laurier) – Québec (Centre-ville) | Indiqué sortie 134-E (est) et 134-O (ouest) en direction nord et sortie 136 en direction sud |
| Québec                                    | Québec                                | 90,70–91,90  | 136                 | Boulevard Hochelaga / Chemin des Quatre-Bourgeois                                                                                  | |
| Québec                                    | Québec                                | 90,70–91,90  | 136                 | rrrr R-175 (Boulevard Laurier) – Pont de Québec, Chemin Saint-Louis                                                                | Sortie direction sud seulement |
| Québec                                    | Québec                                | 92,30        | 137                 | Chemin des Quatre-Bourgeois | Pas de sortie en direction nord |
| Québec                                    | Québec                                | 93,50        | 138                 | Boulevard du Versant-Nord / Chemin Sainte-Foy                                                                                      | |
| Québec                                    | Québec                                | 94,40        | 139                 | A-40 ouest / A-440 (Autoroute Charest) / Rue Einstein – Montréal, Aéroport Jean-Lesage, Québec (Centre-ville)                      | Terminus sud du multiplex avec l'A-40; indiqué sortie 139-E (est) et 139-O (ouest) en direction nord; Rue Einstein indiqué en direction sud seulement |
| Québec                                    | Québec                                | 95,20        | 140                 | Rue Einstein | Pas de sortie en direction sud |
| Québec                                    | Québec                                | 96,50        | 141                 | R-138 (Boulevard Wilfrid-Hamel) | |
| Québec                                    | Québec                                | 98,00        | 142                 | A-573 nord (Autoroute Henri-IV) – Shannon                                                                                          | L'Autoroute Henri-IV suit l'A-573; l'A-73 / A-40 suit l'Autoroute Félix-Leclerc; indiqué sortie 142 en direction nord et 307 en direction sud; les numéros de sorties deviennent ceux de l'A-40                                                                                           |
| Québec                                    | Québec                                | 98,00        | 307                 | A-573 nord (Autoroute Henri-IV) – Shannon                                                                                          | L'Autoroute Henri-IV suit l'A-573; l'A-73 / A-40 suit l'Autoroute Félix-Leclerc; indiqué sortie 142 en direction nord et 307 en direction sud; les numéros de sorties deviennent ceux de l'A-40                                                                                           |
| Québec                                    | Québec                                | 98,40        | 308                 | Boulevard Masson / Boulevard de l'Ormière / Rue Armand-Viau                                                                        | Rue Armand-Viau indiqué en direction sud seulement |
| Québec                                    | Québec                                | 99,60–101,30 | 310                 | A-740 (Autoroute Robert-Bourassa) / Boulevard Saint-Jacques – Shannon                                                              | Sortie 9 de l'A-740 |
| Québec                                    | Québec                                | 102,10       | 312                 | R-358 (Boulevard Pierre-Bertrand)                                                                                                  | Indiqué sortie 312-S (sud) et 312-N (nord) |
| Québec                                    | Québec                                | 103,40       | 313                 | A-40 est vers R-138 – Sainte-Anne-de-Beaupré                                                                                       | Terminus nord du multiplex avec l'A-40; terminus sud du multiplex avec la R-175; indiqué sortie 313-S (sud) et 313-N (nord) en direction nord; indiqué sortie 148-O (ouest) et 148-E (est) en direction sud; devient l'Autoroute Laurentienne; les numéros de sortie de l'A-73 reprennent |
| Québec                                    | Québec                                | 103,40       | 148                 | A-973 sud / R-175 sud – Québec (Centre-ville)                                                                                      | Terminus nord du multiplex avec l'A-40; terminus sud du multiplex avec la R-175; indiqué sortie 313-S (sud) et 313-N (nord) en direction nord; indiqué sortie 148-O (ouest) et 148-E (est) en direction sud; devient l'Autoroute Laurentienne; les numéros de sortie de l'A-73 reprennent |
| Québec                                    | Québec                                | 104,70       | 149                 | Boulevard de l'Atrium / Boulevard Lebourgneuf                                                                                      | |
| Québec                                    | Québec                                | 105,70       | 150                 | R-369 (Boulevard Louis-XIV) | |
| Québec                                    | Québec                                | 107,20       | 151                 | Boulevard Jean-Talon | |
| Québec                                    | Québec                                | 110,00       | 154                 | Rue de la Faune – Wendake | |
| Québec                                    | Québec                                | 111,00       | 155                 | Rue Georges-Muir | |
| Québec                                    | Québec                                | 111,90       | 156                 | Rue Bernier Ouest | Direction nord seulement |
| Québec                                    | Québec                                | 112,70       | 157                 | Boulevard du Lac – Lac-Beauport | Entrée direction nord via sortie 156 |
| Québec                                    | Québec                                | 114,10       | 158                 | Rue Jacques-Bédard | Sortie direction sud via sortie 159 |
| Québec                                    | Québec                                | 114,40       | 159                 | Boulevard Talbot | Pas d'entrée en direction nord |
| La Jacques-Cartier                        | Stoneham-et-Tewkesbury                | 122,40       | 167                 | R-371 – Stoneham, Tewkesbury, Lac-Delage                                                                                           | |
| La Jacques-Cartier                        | Stoneham-et-Tewkesbury                | 122,40       | —                   | R-175 nord – Saguenay | Terminus nord du multiplex avec la R‑175; la route continue comme R-175 |
| - Terminus de multiplex - Accès incomplet |                                       |              |                     | | |

## Ouvrages d'art
L'A-73 compte dix ouvrages d'art de plus de 100 m sur son parcours, le plus long étant le pont Pierre-Laporte qui relie les villes de Lévis et de Québec avec une longueur totale de 1144,80 m. À l'exception du pont Pierre-Laporte qui est située à la fois dans la région de la Chaudière-Appalaches et la région de la Capitale-Nationale, tous les autres ouvrages d'arts sont situés dans la Chaudière-Appalaches sur le parcours de l'autoroute Robert-Cliche. Trois de ces ponts sont situés dans une portion d'une dizaine de kilomètres sur le territoire de la ville de Lévis et permettent de traverser la rivière Chaudière.
| Nom de l'ouvrage d'art        | Longueur | Cours d'eau          | Municipalité           |
| ----------------------------- | -------- | -------------------- | ---------------------- |
| Pont de la rivière Famine     | 167.0m   | Rivière Famine       | Saint-Georges          |
| Pont du Père-Antonio-Poulin   | 343.1m   | Rivière Gilbert      | Notre-Dame-des-Pins    |
| Pont de la rivière des Plante | 191.2m   | Rivière des Plante   | Beauceville            |
| Pont de la rivière Calway     | 133.9m   | Rivière Calway       | Saint-Joseph-de-Beauce |
| Pont de la rivière Pouliot    | 117.8m   | Rivière Pouliot      | Saint-Joseph-de-Beauce |
| Pont de la rivière Chassé     | 158.4m   | Rivière Chassé       | Sainte-Marie           |
| Pont de la rivière Chaudière  | 261.2m   | Rivière Chaudière    | Lévis                  |
| Pont de la rivière Chaudière  | 166.6m   | Rivière Chaudière    | Lévis                  |
| Pont de la rivière Chaudière  | 309.4m   | Rivière Chaudière    | Lévis                  |
| Pont Pierre-Laporte           | 1 144.8m | Fleuve Saint-Laurent | Lévis et Québec        |